# Аппрессории

Образование аппрессориев и гаусториев в клетке эпидермиса виноградной лозы, зараженной Erysiphe necator

Аппрессории — видоизменения мицелия паразитических грибов, которые прикрепляются к клетке растений-хозяев и выделяя ферменты разрушающие неповрежденную оболочку их клеток. 
Название аппрессорий было предложено в XIX веке немецким микологом Альбертом Франком. Он определил эту структуру как «вздутие на зародышевой трубке или гифе, особенно для прикрепления на ранней стадии инфекции». Однако позже было обнаружено, что функция аппрессориев заключается не только в прикреплении, но и в разрушении кутикулы хозяина. 
При образовании аппрессориев в клетке гриба происходит перестройкой цитоскелета, регулируемая септическими ГТФазами и сопровождается быстрой дифференцировкой клеточной стенки гриба. Аппрессории способны выделять особые вещества, которые подавляют иммунитет растений. 
Аппрессории подразделяются на две основные группы: одноклеточные аппрессории, включая протоаппрессории, гиалиновые аппрессории и меланизированные аппрессории, и сложные многоклеточные аппрессории. Предполагается, что подобные структуры впервые появились у мутуалистических грибов, например у арбускулярн-микоризных грибов образуются гипоподии для проникновения в корни. Первыми появились простые неокрашенные аппрессории, которые позднее развились в меланизированные или сложные аппрессории.
Характерны для мучнисторосяных, ржавчинных грибов и паразитических дейтеромицетов. Имеют вид своеобразных плоских утолщений на ответвлениях гиф, могут быть простыми и лопастными, одно- и многоклеточными.
В лабораторных условиях образование аппрессориев можно наблюдать при прорастании споры (напр. Erysiphe communis), когда появившийся росток при соприкосновении с предметным стеклом образует аппрессорий.